# Microtatorchis clavicalcarata
Microtatorchis clavicalcarata là một loài thực vật có hoa trong họ Lan. Loài này được J.J.Sm. mô tả khoa học đầu tiên năm 1929.